# Eugenie Hasselman
Eugenie Nannette Constance Hasselman (Zoelen, 20 augustus 1855 – Egmond aan den Hoef, 12 december 1937) was een Nederlandse schilderes.

## Leven en werk
Hasselman werd geboren op Huize Djoerang te Zoelen als lid van de familie Hasselman en dochter van Catherinus Johannes Hasselman (1818-1875) en Charlotte Catharine van Son (1827-1905). Haar vader was suikerrietplanter in Nederlands-Indië en later lid van de Provinciale Staten van Gelderland, haar jongere broer Dirk Catharinus Hasselman werd burgemeester van Zoelen.
Hasselman werd opgeleid aan de Amsterdamse Rijksakademie van beeldende kunsten (1882-1886) en volgde schilderlessen bij George Hitchcock, voorman van de Egmondse School. Ze schilderde figuur- en genrevoorstellingen en kinderportretten. Ze werd lid van De Onafhankelijken en exposeerde onder andere bij het Genootschap Kunstliefde en de Pulchri Studio. In 1908 vestigde zij zich met de schilder Paulus Adriaan Gildemeester (1858-1930) op huize Wimmenum in Egmond aan den Hoef. Zij maakten geregeld reizen naar het buitenland.
De schilderes overleed op 82-jarige leeftijd. Ze stond bekend om haar liefdadigheid en was niet onbemiddeld, na haar overlijden werd in een kous 50.000 gulden gevonden.